# Медичи, Луиза
Луи́за Ме́дичи (итал. Luisa de Medici), полное имя Луи́за Контесси́на Ромо́ла Ме́дичи (итал. Luisa Contessina Romola de Medici), по прозванию Луиджа (итал. Luigia; 25 декабря 1476, Флоренция, Флорентийская республика — весна 1488, там же) — аристократка из дома Медичи, дочь главы Флорентийской республики Лоренцо Великолепного.

## Биография
Родилась во Флоренции 25 декабря 1476 года; по другим данным в 1477 году. 30 декабря 1476 года её крестили в церкви под именем Луизы Контессины Ромолы. Она была шестым ребёнком и четвёртой дочерью в семье Лоренцо Великолепного, главы Флорентийской республики и Клариче Орсини. По отцовской линии приходилась внучкой флорентийскому правителю Пьеро Подагрику и Лукреции Торнабуони. По материнской линии была внучкой Якопо Орсини, синьора Монтеротондо и Маддалены Орсини из рода синьоров Браччано.
Луиза предназначалась в жёны дальнему родственнику, Джованни Медичи, сыну Пьерфранческо Старшего, известного также под именем Джованни Пополано, с которым её обручили в апреле 1487 года, но умерла в возрасте одиннадцати лет весной 1488 года.

## В культуре
По мнению искусствоведа Майке Фогт-Люэрссен на картине кисти мастера круга Доменико Гирландайо «Портрет девочки», которую датируют примерно 1490 годом, изображена Луиза Медичи или её старшая сестра Лукреция; в настоящее время полотно хранится в собраниях Лондонской национальной галереи.
В 1485 году в честь предстоявшей помолвки Луизы Лоренцо Великолепный заказал мастеру Антонио Синибальди драгоценный «Часослов», который ныне хранится в Лаврентьевской библиотеке.
По одной из версий, картина «Паллада и Кентавр» кисти Сандро Боттичелли, написанная им в 1482 — 1483 году по заказу Лоренцо Великолепного и изображающая аллегорию супружеской жизни, предназначалась для будущей свадьбы Луизы. Также предполагается, что при написании лика античной богини художник за основу взял лицо юной Медичи. Ныне полотно хранится в собраниях галереи Уффици во Флоренции.